# Афрозе-Нума
Афрозе-Нума (урду افروز نما‎) — пакистанская пастушка, награждённая Би-би-си вхождением в список 100 женщин 2023 года. Она — одна из последних пастушек племени ваханцев, которое на протяжении столетий заботилось о козах, яках и овцах. Она занимается этим уже почти три десятилетия.

## Биография
В пакистанской долине Шимшал Нума — часть многовекового постепенно исчезающего обычая. Ремеслу её научили мать и бабушки. Каждый год она и другие пастушки сопровождают свои стада на пастбища на высоте 4800 метров над уровнем моря, где они кормят животных и производят молочные продукты на продажу. Их доход принес процветание деревне и позволил им дать образование своим детям. Её доход позволил ей стать первым человеком в своей долине, у которого есть пара обуви.

## Признание
В ноябре 2023 года Би-би-си признала общественную работу Афрозе-Нумы как «одной из последних пастушек племени вакхи», продолжающей древний обычай по сей день, включив её в список 100 женщин Би-би-си.